# Eucereon ignota
Eucereon ignota är en fjärilsart som beskrevs av Druce 1906. Eucereon ignota ingår i släktet Eucereon och familjen björnspinnare. Inga underarter finns listade i Catalogue of Life.